# Новруз в Азербайджане
Праздник Новруз (азерб. Novruz bayramı — Новруз-байрамы) ежегодно отмечается в Азербайджане пять дней, включая 20 и 21 марта, день весеннего равноденствия. Дни проведения праздника Новруз на очередной год определяются и объявляются населению в декабре. Праздник отмечается в честь прихода весны, обновления природы. В дни Новруза по народной традиции зажигают костры, приготавливают различные сладости (шекербура, бадамбура, пахлава, гогал), наряжают хончу (угощения, собранные на поднос), высаживают сэмэни, закрашивают варёные яйца и пр. 23 февраля 2010 года согласно резолюции принятому Генеральной Ассамблеей ООН 21 марта был объявлен Международным днём Новруз. 
Новруз — праздник оптимизма, победы животворных сил природы, её буйного цветения. И по сей день Новруз-байрам остается самым массовым и популярным праздником. В 2009 году Новруз был включён ЮНЕСКО в Репрезентативный список нематериального культурного наследия человечества.

## Праздничный стол
Праздничный стол включает такие сладости, как шекербура, пахлава, бадамбура, гогал. Главным блюдом стола является праздничный плов. Раньше в некоторых прибрежных районах на столе непременно должна была быть рыба обязательно с головой, которая подавалась зачастую фаршированной орехами и кишмишем. По обычаю, на столе должна быть пища, состоящая из семи элементов, название которых начинается с буквы «с» (сумах — приправа, сюд — молоко, сирке — уксус, сэмэни — проросшая в тарелке пшеница, сабзи — зелень и др.). Кроме перечисленных блюд на стол ставятся зеркало, свечи и крашеные яйца. Сэмэни является непременным атрибутом празднества. Для её выращивания берётся и замачивается горсть пшеницы, символизирующая изобилие и достаток, причём этот ритуал сопровождается песней «Сэмэни, храни меня, ежегодно буду растить тебя» (азерб. Səməni, saxla məni, ildə göyərdərəm səni).
- Праздничные сладости
- Хонча (сэмэни, угощения, свечи)
- Дети проверяют прочность праздничных яиц
- Шекербура
- Азербайджанская пахлава
- Гогал

## Традиции и обычаи
Накануне праздника, обычно в последний четверг, устраивают «гара байрам» («чёрный праздник»), во время которого поминают членов семьи, умерших за истекший год после предыдущего «Новруз — байрам».
В первый день Новруза встают рано. Все желают друг другу благодатного и счастливого Нового года. По традиции все угощают друг друга сладостями. В эти дни утром необходимо съесть что-то сладкое (чаще мёд или сахар). Есть обычай красить варёные яйца и проверять их в игре на прочность. Ещё одним обычаем является гадание в навечерие Новруза — дуюн ачмаг (развязывание узла).
Одним из обрядов, связанных с хозяйством и скотоводством, является обвязывание красной материей рогов быка, дойной коровы, баранов, выделенных для свадьбы. В Новруз нельзя закалывать скот и убивать животных. В Новруз также не принято давать в долг, чтобы не лишить дом достатка. По традиции в эти дни нельзя проклинать, лгать, сквернословить, осуждать, следует остерегаться дурных поступков.
В дни праздника народные певцы ашиги и ханенде исполняют песни, проводятся народные игры — канатоходцы демонстрируют своё мастерство, пехлеваны (народные борцы) меряются силой, на площадях разыгрываются спектакли. Среди таких спектаклей широко распространён комический спектакль «Кёс-кёса», в сельской местности проводятся конные состязания, игры в човган, устраиваются петушиные бои.
Празднование Новруза насыщено символикой. Так, пахлава является символом звёзд на небе, а её слои, число которых может составлять 9 или 12, символизируют слои Земли, атмосферы. Шекербура символизирует луну, а гогал — Солнце.
В дни праздника принято одаривать людей праздничной «долей» (Новруз пайы). Хонча наполняется праздничными лакомствами, сэмэни, свечами и отсылается соседям и друзьям. Если в семье есть помолвленная девушка, то со стороны жениха на её имя приносят особенную хончу. В этот день семья жениха непременно должна отправить подарки в дом невесты — сладости, золотые и серебряные изделия и прочее. Семья невесты со своей стороны также оказывает соответствующие знаки внимания дому жениха.

Ежегодно накануне праздника празднуются четыре вторника зимы (илахыр чершенбе), символизирующие четыре стихии: воду (су), огонь (од), ветер (йел) и землю (торпаг). Празднование начинается с вечера вторника. По поводу каждого из этих дней в народе бытуют обычаи, песни, игры. В последний вторник перед Новрузом дети стучатся в двери соседских домов, кладут шапки у порога и прячутся. Хозяева же этих домов должны вернуть шапки с праздничными лакомствами, а иногда и деньгами. Также в этот день в каждой семье по числу её членов принято зажигать свечи, которые нельзя тушить преждевременно.
С наступлением вечера на улицах вспыхивают костры. Семейно все берутся за руки, танцуют вокруг костра, а потом прыгают через костёр. Существуют поверья, что очищающее пламя костров пожирает зло и все недуги. По традиции, каждый по возможности должен справлять праздник дома, среди членов своей семьи. В дни Новруза осуждается неряшливость и безалаберность, поэтому в домах наводят порядок и чистоту, обновляют свою одежду, а те, кто в ссоре, обиде друг на друга, примиряются.
В «Обозрении российских владений за Кавказом» 1836 года даётся описание празднования Новруза у азербайджанцев (в книге названы «татарами») Елисаветполя (тогдашнее название Гянджи):
У Татар наступление праздника Новруза возвещается во всех концах города ракетами. Мальчики и взрослые молодые люди, собираясь на главных улицах, приносят огнестрельное оружие; вместе с стрельбою начинается угощение, состоящее в конфектах, которые делаются из плодов, муки, сахару и коровьего масла. Открытые в продолжение праздника лавки украшаются коврами или ярких цветов материями.
Также имеются сведения об обычае, который назывался Новрузун топу атылды («выстрел пушки Новруза»). Участник новогодних церемоний в Шемахе немецкий путешественник Адам Олеарий писал в 1637 году: «Астролог часто встает из-за стола и своим гномоном наблюдает высоту солнца, смотрит на свои часы и таким образом ждет момента, когда солнце достигнет точки равнения дня с ночью. Когда наступила ожиданная минута, он громко объявил: Новый год наступил. Сразу открыли пальбу из пушек. На стенах и башнях города играла труба (гаранай), били в нагару, и таким образом начался весенний праздник». Русский этнограф Всеволод Миллер, касаясь этого обычая, писал, что «костры зажигались как символ новой жизни, возродившегося солнца». Таким образом, эти старинные игры с огнём, с одной стороны, означали окончание зимы, а с другой — были сигналом к началу весенних полевых работ.

### Коса и Кечал
В Азербайджане в дни праздника Новруз популярны народные представления с участием таких персонажей, как Коса (редкобородый) и Кечал (лысый). Полуречитатив-полупение, с которым выступает Коса верно передает его «выкрутасы». Он «для смеха», то спотыкается, делая вид, что падает, то кривляется, «корчит рожи». Речитатив попеременно поется как самим Косой, так и его помощником Кечалем, славившим умение и проделки Косы:
А Коса такое вытворит,
Козу в барана превратит.
Коса надевал смешной наряд из войлока, открытые колени и локти обмазывал глиной и сажей. На голову нахлобучивал длинноухую войлочную шапку, лицо прикрывал маской и бородой. На шее и поясе болтались разнообразные украшения. К животу он привязывал подушку, чтобы быть толстопузым.

## В филателии
В 1991 году была выпущена почтовая марка СССР, посвящённая празднованию Новруза в Азербайджане. В 1996, 1998 и 2011 гг. были выпущены почтовые марки Азербайджана, посвящённые Новруз-байрамы.
- Почтовая марка СССР, 1991 год
- Почтовая марка Азербайджана,1996 год
- Почтовая марка Азербайджана,2011 год
- Почтовая марка Азербайджана, 1998
- Почтовая марка Азербайджана, 1998
- Почтовая марка Азербайджана, 2017